# Łaciński patriarchat Jerozolimy
Łaciński Patriarchat Jerozolimy (łac. Patriarchatus Hierosolymitanus Latinorum; arab. ‏كنيسة اللاتين في القدس‎; heb. הפטריארכיה הלטינית) – rzymskokatolicki patriarchat ze stolicą w Jerozolimie. Nie wchodzi w skład żadnej metropolii ani nie ma żadnych sufraganii. Na terenie patriarchatu pracuje 596 zakonników i 1076 sióstr zakonnych.

## Terytorium
Łaciński patriarchat Jerozolimy obejmuje w całości obszar Izraela, Jordanii, Cypru oraz Autonomii Palestyńskiej.

## Historia
Diecezja jerozolimska powstała niedługo po śmierci i zmartwychwstaniu Chrystusa. Pierwszym biskupem został apostoł Jakub Sprawiedliwy. Po zburzeniu miasta przez Rzymian w roku 70 i upadku jego znaczenia nastąpił również upadek znaczenia tutejszego biskupstwa. Biskupi powstałego na miejscu Jerozolimy Aelia Capitolina byli sufraganami biskupa Cezarei.
Sobór nicejski I w roku 325, uznając wyjątkowość miasta, nadał biskupom Jerozolimy honorowe pierwszeństwo bezpośrednio po patriarchatach (Rzymie, Aleksandrii i Antiochii). Przywilej ten nie ingerował jednak w metropolitalne prawa biskupa Cezarei jako metropolitę Kapadocji. Sytuacja, w której biskup sufragan miał honorowe pierwszeństwo przed swoim metropolitą, była wyjątkowa i prowadziła do nieporozumień w relacjach pomiędzy hierarchami.
Ostatecznie dzięki zabiegom biskupa jerozolimskiego Juwenalisa – Sobór chalcedoński w roku 451, wydzielił z patriarchatu Antiochii obszar Palestyny i Arabii, ustanawiając na tych terenach odrębny patriarchat w Jerozolimie.
Po schizmie wschodniej, początkowo działał jedynie prawosławny patriarchat Jerozolimy. Łaciński patriarchat Jerozolimy został utworzony w 1099 – po zdobyciu Jerozolimy przez krzyżowców.
W okresie Królestwa Jerozolimskiego patriarchom jerozolimskim podlegali arcybiskupi Tyru, Cezarei, Nazaretu i Petry oraz ich biskupi sufragani.
Po zdobyciu Jerozolimy przez Saladyna, siedzibę patriarchy przeniesiono do Akki, a po jej upadku w roku 1291 na Cypr.
W 1342 papież Klemens VI zniósł jurysdykcję terytorialną patriarchy, powierzając opiekę duszpasterską nad katolikami w Palestynie – ojcom franciszkanom z kustodii Ziemi Świętej, jednak godność patriarchy została zachowana, jako tytularna. Od 1374 łaciński patriarcha rezydował w Rzymie przy bazylice św. Wawrzyńca za Murami.
W 1847 papież Pius IX przywrócił łaciński patriarchat w Jerozolimie jako normalną jednostkę podziału terytorialnego Kościoła katolickiego.

## Biskupi
- Biskup diecezjalny: kard. Pierbattista Pizzaballa OFM (łaciński patriarcha Jerozolimy) (od 2020)
- Biskup pomocniczy/Wikariusz generalny: ks. bp William Shomali (od 2010)
- Biskup pomocniczy: Rafik Nahra (od 2022)
- Biskup pomocniczy: Bruno Varriano (od 2024)
- Biskup pomocniczy: Iyad Twal (od 2025)

### Biskupi seniorzy
- Arcybiskup senior: abp Michel Sabbah (patriarcha senior) (od 2008)
- Arcybiskup senior: abp Fouad Twal (patriarcha senior) (od 2016)
- Biskup senior: bp Salim Sayegh (od 2012)
- Biskup senior: bp Maroun Lahham (od 2017)
- Biskup senior: bp Giacinto-Boulos Marcuzzo (od 2020)

## Wikariaty
Łaciński patriarchat Jerozolimy podzielony jest na pięć wikariatów:
- cypryjski – Cypr: Bruno Varriano OFM[5]
- izraelski – Izrael bez Jerozolimy: Rafic Nahra
- jerozolimski – Jerozolima i Palestyna: William Shomali
- jordański – Jordania: Jamal Khader
- katolików języka hebrajskiego – wspólnoty katolików języka hebrajskiego: Piotr Żelazko
- migrantów i osób ubiegających się o azyl w Izraelu: Matthew Coutinho